# Baaqlîne
Baaqlîne är en ort i Libanon.   Den ligger i guvernementet Libanonberget, i den centrala delen av landet, 24 kilometer söder om huvudstaden Beirut. Baaqlîne ligger 885 meter över havet och antalet invånare är 17 000.
Terrängen runt Baaqlîne är lite bergig. Runt Baaqlîne är det tätbefolkat, med 319 invånare per kvadratkilometer.. Närmaste större samhälle är Aaley, 14,7 kilometer norr om Baaqlîne. 
Omgivningarna runt Baaqlîne är i huvudsak ett öppet busklandskap.